# Neolimnophila placida
Neolimnophila placida är en tvåvingeart som först beskrevs av Johann Wilhelm Meigen 1830.  Neolimnophila placida ingår i släktet Neolimnophila och familjen småharkrankar. Arten är reproducerande i Sverige. Inga underarter finns listade i Catalogue of Life.